# Distretto di Altınyayla (Sivas)
Il distretto di Altınyayla (in turco Altınyayla ilçesi) è uno dei distretti della provincia di Sivas, in Turchia.